# Бикулка
Бикулка — деревня в Чернушинском районе Пермского края. Входит в состав Рябковского сельского поселения.
Находится примерно в 12 км к северо-востоку от центра города Чернушки.

## Население
В 2005 году численность населения составляла 42 человека.
По результатам переписи 2010 года численность населения составила 34 человека, в том числе 20 мужчин и 14 женщин.